# Armia Wyzwolenia Rosji
Armia Wyzwolenia Rosji (ros. Армия возрождения России) – powstańcza formacja zbrojna białych podczas wojny domowej w Rosji.
Została ona utworzona wiosną 1920 r. przez gen. mjr. Michaiła A. Fostikowa. Do 9 lutego tego roku dowodził 2 Kubańską Dywizją Kawalerii, kiedy został ciężko ranny i ewakuowany do rodzinnej stanicy. Jego jednostka, a właściwie jej resztki, w marcu została oddzielona od głównych wojsk Kozaków kubańskich. Przeszła do miasta Batałpaszyńsk, gdzie gen. M. A. Fostikow zorientował się, że nie ma już możliwości dołączenia do reszty wojsk białych, zbierających się w Noworosyjsku w celu ewakuacji na Krym. W tej sytuacji schronił się w górskich rejonach Północnego Kaukazu, gdzie zaczął zbierać siły i dozbrajać się. Pierwsze działania polegały na nagłych napadach na bolszewickie garnizony w stanicach i mniejsze oddziały. 
W połowie czerwca gen. M. A. Fostikow zjednoczył wszystkie oddziały Kozaków kubańskich, które pozostały na Kubaniu i Północnym Kaukazie, tworząc z nich Armię Wyzwolenia Rosji. Szefem sztabu został płk Tupoliew. Liczyła ona wówczas kilka tysięcy kozackich powstańców. W jej skład wchodziły:
- 1 Choperski Pułk Konny – d-ca esauł Łarionow,
- 1 Łabiński Pułk Konny – d-ca esauł Kowaliow,
- Terski Oddział Konny,
- 6 Kubański Batalion Płastuński (Pieszy) – d-ca esauł Bałujew.

Działając na tyłach wojsk bolszewickich, stosowała partyzanckie metody walki. W jej szeregach panowała surowa dyscyplina wojskowa. Na początku lipca powstańcy przeszli do otwartej walki z oddziałami bolszewickimi na Kubaniu. Do pierwszego boju doszło 4 lipca między stanicami Krasnogorskaja i Kardonikskaja. Powstańcy rozbili dwa pułki bolszewickie, zdobywając 10 karabinów maszynowych, ok. 300 karabinów ręcznych i ok. 200 koni. Podniosło to morale sił kozackich i pozwoliło uzyskać nowych ochotników. Ich liczebność osiągnęła – według różnych źródeł – od 15 do 30 tys. ludzi. Generał M. A. Fostikow stał na czele kilkutysięcznego oddziału. Do początku sierpnia Kozacy zajęli szereg stanic w rejonie Batałpaszyńska. 4 sierpnia wraz z innymi kozackimi przywódcami gen. M. A. Fostikow podpisał porozumienie z gen. Piotrem N. Wranglem, skierowane przeciwko władzom bolszewickim. Potwierdziło ono autonomię kozackich ziem w ramach państwa rosyjskiego. Armia Wyzwolenia Rosji została podporządkowana gen. P. N. Wranglowi jako głównodowodzącemu wojsk białych. W myśl tej umowy od połowy sierpnia wspomagała ona z północnego wschodu wojska białych gen. Siergieja G. Ułagaja (Kuczuka), które wysadziły desant na Kubaniu. Brakowało jednak uzbrojenia, amunicji i wyposażenia wojskowego. Przewaga wojsk bolszewickich z liczną artylerią, samochodami pancernymi i lotnictwem była przygniatająca. Na początku września siły powstańcze zostały zniszczone przez oddziały bolszewickie, które jednocześnie odrzuciły desant białych z powrotem na Krym. Generałowi M. A. Fostikowowi na czele 2-5-tysięcznego oddziału Kozaków kubańskich udało się przedostać do Gruzji, gdzie na krótko został internowany, a następnie odpłynął na Krym.